# Place Mage
La place Mage (en occitan : plaça Màger dels Afachadors) est une voie de Toulouse, chef-lieu de la région Occitanie, dans le Midi de la France.
La place n'est au Moyen Âge qu'un simple carrefour, dans un quartier industrieux – elle tient son nom des artisans bouchers –, mais progressivement peuplé de parlementaires. Elle a aujourd'hui conservé l'aspect qu'elle avait au XVIIe siècle, même si les immeubles qui la bordent ont pu être remaniés ou reconstruits au cours du XIXe siècle. Depuis le 14 février 1944, les façades des immeubles et des hôtels particuliers sont protégés par une inscription sur la liste des sites protégés. La place est également incluse dans le site patrimonial remarquable de la ville.

## Situation et accès

### Description
La place Mage est une voie publique. Elle se situe au cœur du quartier Saint-Étienne, dans le secteur 1 - Centre.
Elle forme un petit triangle de 39 mètres de long entre la base de 30 mètres de large, au nord, jusqu'à la pointe, au sud. Celle-ci est ouverte sur la rue Mage, dont la place actuelle n'était au Moyen Âge qu'un simple élargissement. La base du triangle, au nord, reçoit à l'ouest la rue Bouquières et donne naissance à l'est à la rue Tolosane, qui se prolongent toutes les deux vers le nord, la première jusqu'à la rue du Languedoc et la place Rouaix, la seconde jusqu'à la rue Croix-Baragnon. Elle donne également naissance, du côté est, à la rue Merlane, qui se prolonge jusqu'à la rue Pierre-de-Fermat. Le côté est de la place reçoit la rue du Canard qui a son origine dans la rue du Languedoc.

### Voies rencontrées
La place Mage rencontre les voies suivantes, dans l'ordre des numéros croissants :
1. Rue Mage
2. Rue du Canard
3. Rue Bouquières
4. Rue Tolosane
5. Rue Merlane

### Transports
La place Mage n'est pas directement desservie par les transports en commun Tisséo. La navette Ville passe cependant à proximité immédiate, par les rues Théodore-Ozenne, du Languedoc et Croix-Baragnon. On trouve également, sur la place des Carmes, la station du même nom, sur la ligne de métro , ainsi que les arrêts de la ligne de bus 44.
Si elle n'abrite pas de station de vélos en libre-service VélôToulouse, la place Mage se trouve cependant à proximité de la station no 47, au carrefour de la rue du Languedoc et de la grande-rue Nazareth.

## Odonymie

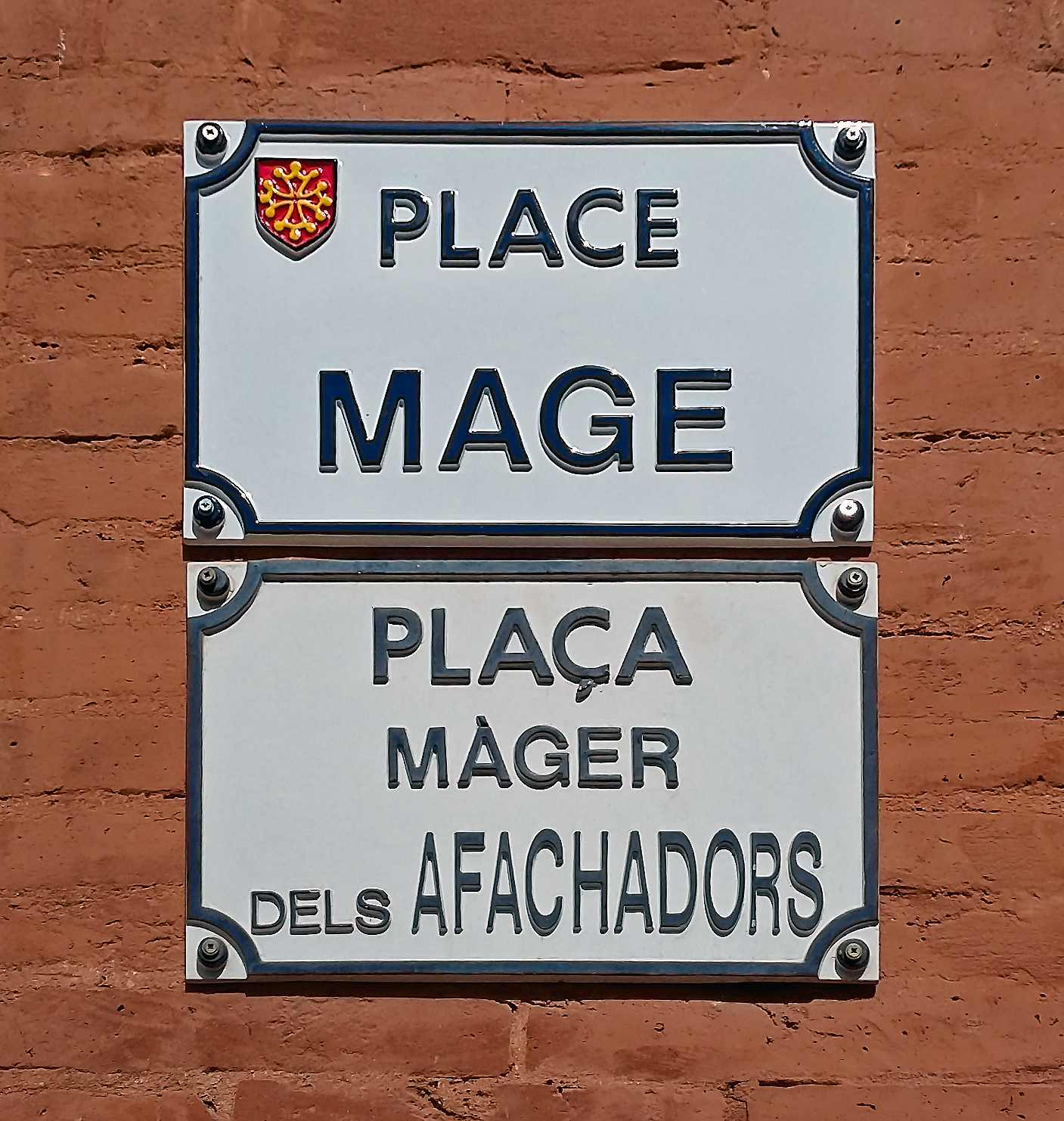
Plaques de rues en français et en occitan.

La place est désignée, au milieu du XIVe siècle, comme la place Mage-des-Affachadous, c'est-à-dire la « grande-place des Boucheries » (plaça màger dels Afachadors en occitan toulousain). Au Moyen Âge, on trouvait effectivement un certain nombre d'artisans bouchers dans cette rue et dans les rues voisines. Elle a conservé ce nom sans changement, sauf pendant la Révolution française, en 1794, quand elle prit celui de place des Droits-de-l'Homme.

## Histoire

### Moyen Âge et période moderne
Au Moyen Âge, la place mage des Affachadous appartient, du côté est, au capitoulat de la Pierre, et, du côté ouest, au capitoulat de Saint-Barthélémy. Elle se trouve sur le tracé d'une des principales voies qui traversent Toulouse, depuis la Porte narbonnaise au sud à la Porterie au nord. Au centre de la place se trouvent un puits creusé et une croix, élevée par les habitants du lieu. La place est alors principalement peuplée d'artisans bouchers, qui lui ont donné leur nom : les « affachadous » (afachador en occitan) sont les bouchers spécialisés dans l’abattage des bêtes de boucherie. La place se trouve d'ailleurs au cœur d'un quartier de bouchers, à proximité des abattoirs de la rue des Petits-Bancs (actuelle rue des Trois-Banquets), et des échoppes de bouchers de la rue des Affachadous (actuelle rue Merlane).
Le 7 mai 1463, un incendie se déclare dans une boulangerie voisine, à l'angle des rues des Chapeliers (actuelle rue du Languedoc) et Maletache. Il provoque des destructions importantes dans le quartier. Les nombreux espaces libérés par l'incendie et la proximité de la place avec le quartier des parlementaires, qui couvre le sud de la ville, autour du parlement, explique l'installation de membres de l'élite toulousaine et la construction des premiers hôtels particuliers.
Durant les guerres de Religion, un habitant de la place connaît un sort tragique. Arnaud de Cavaignes, propriétaire depuis 1553 de l'hôtel de son père (emplacement de l'actuel no 13), est conseiller au parlement de Toulouse jusqu'en 1567. Il est l'époux d'Anne de Mansencal, fille de Jean de Mansencal. Converti au protestantisme, il quitte sa ville natale pour devenir chancelier de la reine de Navarre, Jeanne d'Albret, et devient l'homme de confiance du chef du parti huguenot, l'amiral de Coligny. Il est maître des requêtes au parlement de Paris depuis un an lorsque éclate la Saint-Barthélémy, le 23 août 1572. Ayant échappé au massacre, il est cependant arrêté car on veut lui faire avouer un complot de Coligny contre le roi Charles IX. Il est torturé, jugé et pendu en place de Grève avec François de Briquemault, le 27 octobre 1572,.
La rue reste attractive au XVIIe siècle et les constructions se poursuivent : c'est de cette période que datent la plupart des constructions qui entourent la place, à l'ouest et à l'est.
Au XVIIIe siècle, le paysage de la place évolue. Les façades de plusieurs immeubles sont modifiées, tandis que d'autres hôtels sont reconstruits. En 1752, la municipalité décide de faciliter la circulation dans les rues : les puits de toutes les places publiques de la ville sont rasés et couverts et les croix appliquées au mur le plus proche. Les capitouls décident d'acheter de démolir la maison au nord de la place Mage, entre les rues Bouquières et Tolosane, qui rend difficile le passage de la rue du Canard à la rue Merlane. En 1754, il est résolu de construire contre le mur de la maison démolie un monument décoratif où placer une statue en pierre de Louis XIII. Cette statue équestre représentant le roi foulant aux pieds l'hérésie, avait été sculptée en 1620 par Artus Legoust. Elle avait été placée en 1620 sur la porte de l'Arsenal de l'hôtel de ville, puis déplacée en 1671 sur la porte principale de l'Hôtel-de-Ville. Elle y était accompagnée des deux figures de la Justice et de la Force, réalisées en 1671 par Pierre Mercier. La porte de l'Hôtel-de-Ville ayant été à son tour démolie en 1752, le groupe sculpté avait été choisi pour orner la place Mage. Les premiers travaux sont rapidement engagés : les capitouls de 1755 font sculpter leurs blasons sur le monument, l'architecte Hyacinthe de Labat de Savignac procède à des améliorations en 1756 et une table de marbre avec une inscription commémorative est placée lors de l'inauguration en 1758.

### Époque contemporaine
La Révolution française apporte quelques changements. Le 24 août 1792, le monument de la place Mage est amputé de la statue de Louis XIII, brisée sur ordre administratif, tandis que les blasons des capitouls sont martelés, comme toutes les statues et emblèmes de l'Ancien régime. Seule la tête de la statue de Louis XIII est sauvée de la destruction et donnée par la suite au muséum provisoire du Midi de la République. En avril 1794, la place reçoit le nom des Droits-de-l'Homme.
À la Restauration, en octobre 1815, la municipalité décide de placer dans la niche vide du monument de la place Mage une nouvelle statue de Louis XIII, exécutée en stuc par le sculpteur Bernard Griffoul-Dorval, à l'occasion du passage du duc d'Angoulême à Toulouse. Mais comme elle tombe bientôt en débris, le conseil municipal décide en 1826 de la faire exécuter en marbre par le même sculpteur. La réalisation en est cependant retardée et en 1830, quand éclate la Révolution de juillet, elle n'a toujours pas été commencée : le projet est finalement abandonné au profit d'une statue de Pierre-Paul Riquet, placée au bout des allées Lafayette (actuelles allées Jean-Jaurès). En 1861, ce qu'il reste du monument de la place Mage est finalement détruit, tandis que l'année suivante un immeuble de style néo-classique est construit à son emplacement par l'architecte Jacques-Jean Esquié (actuel no 34 place Mage).
En 2017, la place bénéficie d'une opération de requalification, qui inclut l'élargissement des trottoirs et des espaces dévolus aux piétons, un nouveau pavage et la plantation de plusieurs arbres. Enfin, l'année suivante, la statue de la Déesse, copie d'une œuvre de Josep Clarà, est installée au cœur de la place, face à la rue Mage.

## Patrimoine et lieux d'intérêt

### Immeubles
- no  13 : immeuble. 

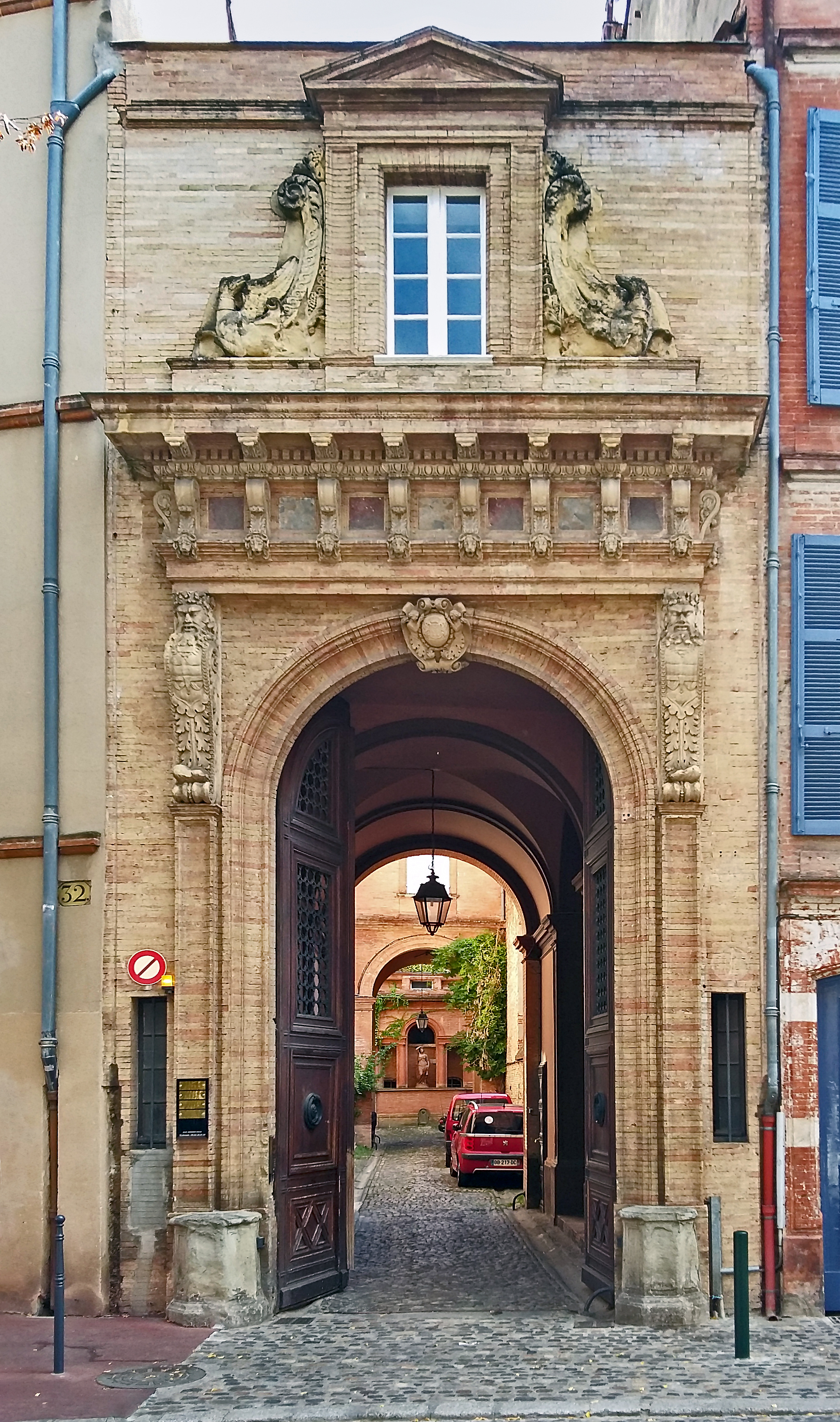
no 32 : portail néo-Renaissance d'Auguste Virebent pour l'hôtel Cassan.

L'immeuble date du XVIIe siècle, mais les fenêtres du rez-de-chaussée ont été modifiées et les garde-corps en fer forgé de celles du 1er étage ont été mis en place au XVIIIe siècle. Les élévations des cours datent du deuxième quart du XIXe siècle[13].
- no  32 : hôtel Cassan. 
Un premier immeuble est construit au XVIIe siècle à l'angle de la place Mage et de la rue Merlane : c'est d'ailleurs dans cette rue que s'en trouvait l'entrée principale, un portail en plein cintre, aujourd'hui bouché. La façade sur la place Mage, s’élevant sur deux étages et un étage de comble ouvert de mirandes, comporte trois travées. Après la Révolution française, l'immeuble est acheté par la famille Cassan qui en fait son hôtel particulier. Après 1830, des travaux en modifient l'organisation intérieure : deux autres parcelles contiguës lui sont réunies, une partie du bâtiment est démolie pour aménager la première cour, où une nouvelle façade au nord est élevée, tandis qu'une deuxième cour rectangulaire est aménagée au fond de la parcelle. Dans cette dernière, une statue de femme, représentant l'Été, s'inscrit dans une serlienne. Un portail en briques claires de style néo-Renaissance, est élevé par l'architecte Virebent dans la deuxième moitié du XIXe siècle[14].
- no  34 : immeuble (1861-1862, Jacques-Jean Esquié)[15].

### Œuvre publique
- La Déesse. 
La sculpture est une copie de la Déesse (es) (ou l'Énigme), œuvre datée de 1909 de l'artiste espagnol Josep Clarà (1878-1958), représentant du Noucentisme. En 1930, le modèle en plâtre en avait été offert à la ville de Toulouse, dont l'artiste en avait fréquenté l'école des Beaux-Arts, tandis que l'œuvre en marbre avait été installée au centre de la place de Catalogne, à Barcelone. La copie est réalisée en 2018 grâce au système de numérisation 3D et à la taille robotisée par la société toulousaine IMA Solutions. Elle représente une femme nue, agenouillée, la tête posée sur un bras replié[16].